# Onde de Moreton
Pour les articles homonymes, voir onde (homonymie).

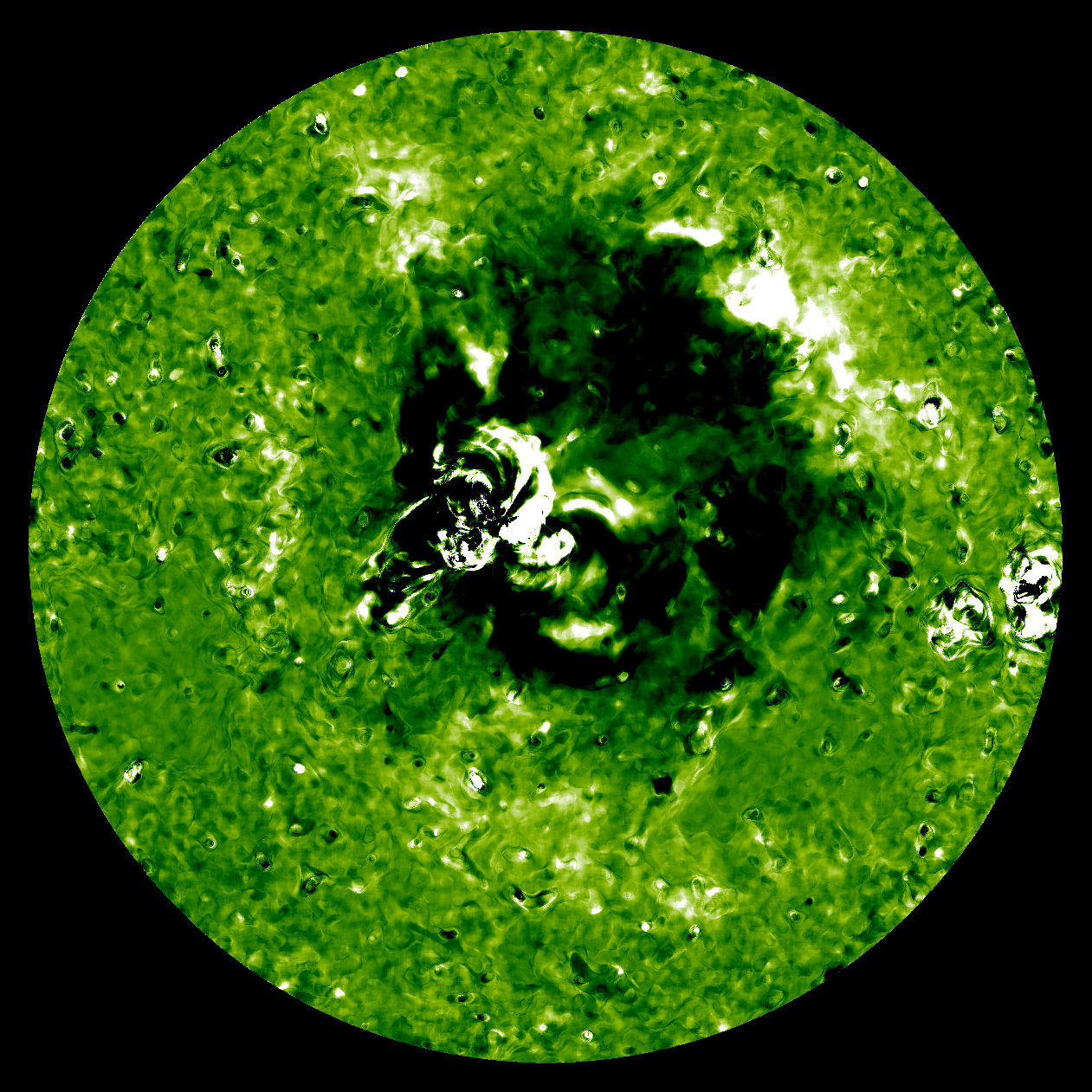
Tsunami solaire, le 17 mai 2007.

Une onde de Moreton peut être comparée à une onde de choc sur la chromosphère du Soleil. Souvent décrites comme une sorte de tsunami solaire, les ondes de Moreton sont générées par des éruptions solaires. Elles ont été nommées ainsi en référence à l'astronome américain Gail Moreton qui, le premier, informa de leur existence.
Les ondes de Moreton se meuvent à des vitesses allant de 500 à 1500 km/s. Lors de leur progression, ces ondes peuvent perturber ou modifier les filaments solaires en les comprimant, en les rendant temporairement invisibles ou en les détruisant. Elles sont particulièrement visibles dans la raie Hα.